# 선재항
선재항은 인천광역시 옹진군 자월면 선재리, 선재도 섬에 있는 어항이다. 2006년 8월 30일 어촌정주어항으로 지정되었다. 어항관리청은 옹진군수이다.

## 연혁
- 2005년 7월 11일 인천광역시장이 지방어항 기본개발계획을 고시하였다.[1]
- 2006년 6월 13일 인천광역시장이 어촌어항법 제17조 규정에 의하여 지방어항 지정을 해제하였다.[2]
- 2006년 8월 27일 옹진군에서 어촌정주어항으로 지정하였다.[3]

## 어항구역
본 항의 어항구역은 다음과 같다.
- 선재항 북동쪽기점에서 선착장 기부에서 300m지점을 반경으로하는 선 내의 공유수면(200,000m2)

## 어항 시설
- 선착장 42m, 물양장 8,580m2

## 주요 어종
- 광어, 우럭, 굴, 바지락, 소라